# Fulfirst
Fulfirst – szczyt w paśmie Schweizer Voralpen, części Alp Zachodnich. Leży w Szwajcarii w kantonie St. Gallen. Można go zdobyć ze schroniska Ingarnascht (1439 m) lub Gipfelhütte Alvier (2343 m).